# Entosthodon marginatulus
Entosthodon marginatulus är en bladmossart som beskrevs av C. Müller in Geheeb 1881. Entosthodon marginatulus ingår i släktet koppmossor, och familjen Funariaceae. Inga underarter finns listade i Catalogue of Life.